# Fucile a otturatore girevole-scorrevole

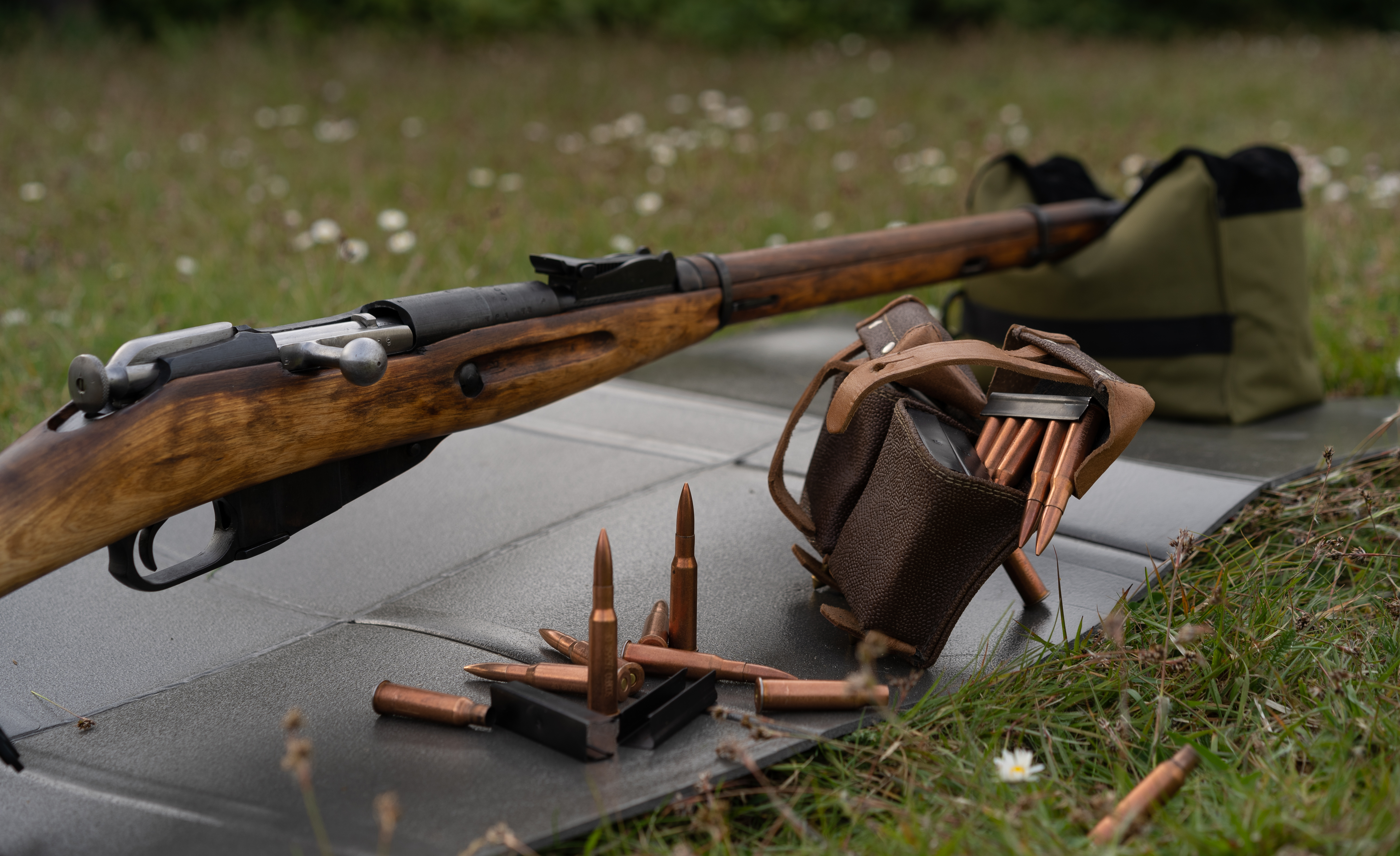
Fucile bolt-action, nello specifico un Mosin-Nagant

Il fucile a otturatore girevole-scorrevole è designato in tal modo poiché usa un sistema di chiusura culatta che comprende l'otturatore con un solido bloccaggio ad avvitamento, in grado di reggere cartucce anche molto potenti.  

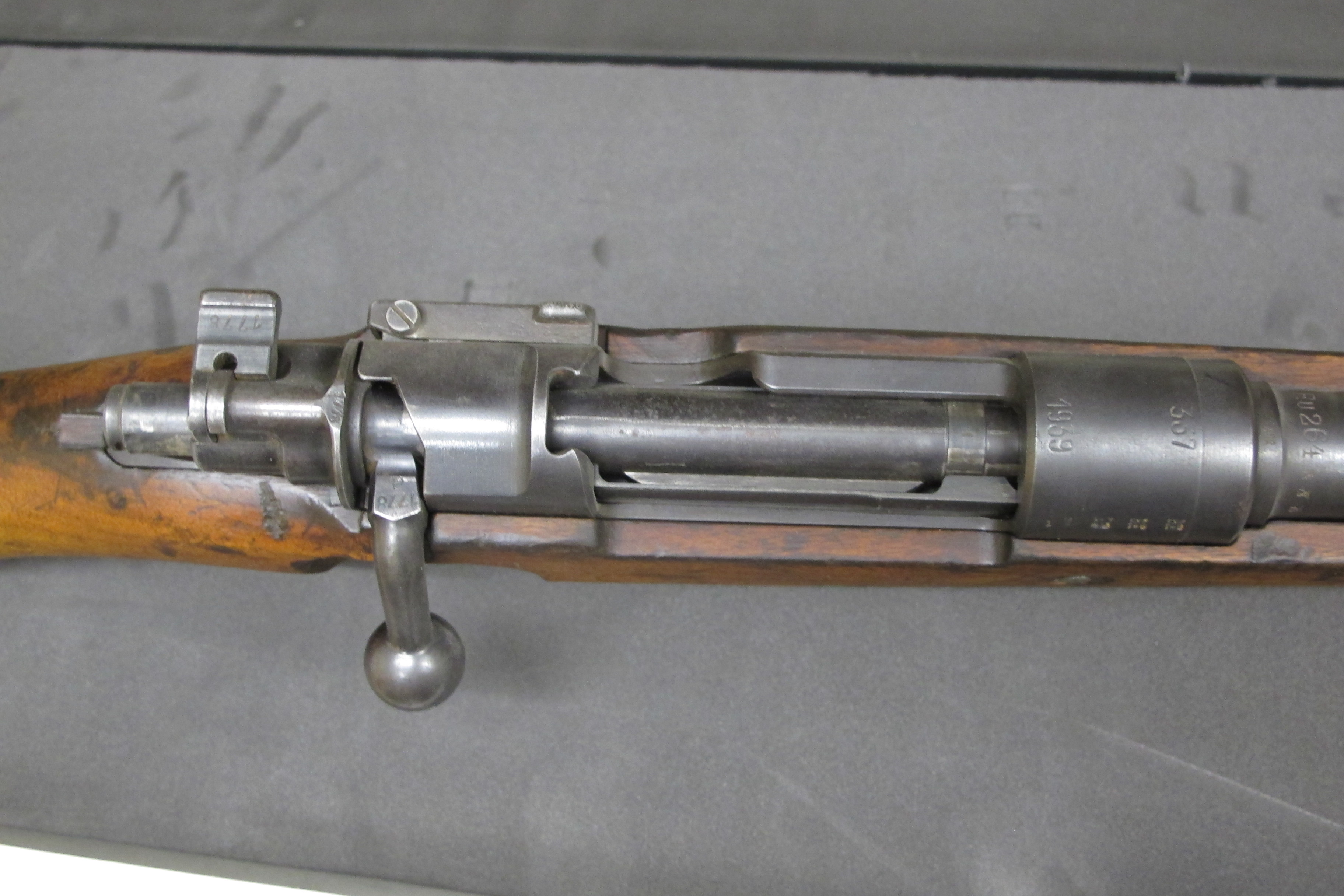
Pomello di apertura

Spesso è chiamato col termine inglese bolt-action (azione a bullone o a catenaccio), sia il fucile che il sistema di chiusura. 
L'azionamento dell'arma è manuale, tramite una leva con pomello, la ricarica della munizione può essere sia a colpo singolo che a ripetizione, ed il sistema è usato anche in carabine, ma soprattutto in fucili di precisione o anti-materiale.  
Dopo lo sparo, l'otturatore deve essere ruotato sul proprio asse ed arretrato, per aprire la culatta ed espellere il bossolo scarico; a questo punto l'arma va ricaricata, o manualmente inserendo una cartuccia in camera (fucili a colpo singolo), oppure richiudendo l'otturatore che preleverà una nuova cartuccia direttamente dal magazzino-serbatoio (fucili a ripetizione).

## Storia

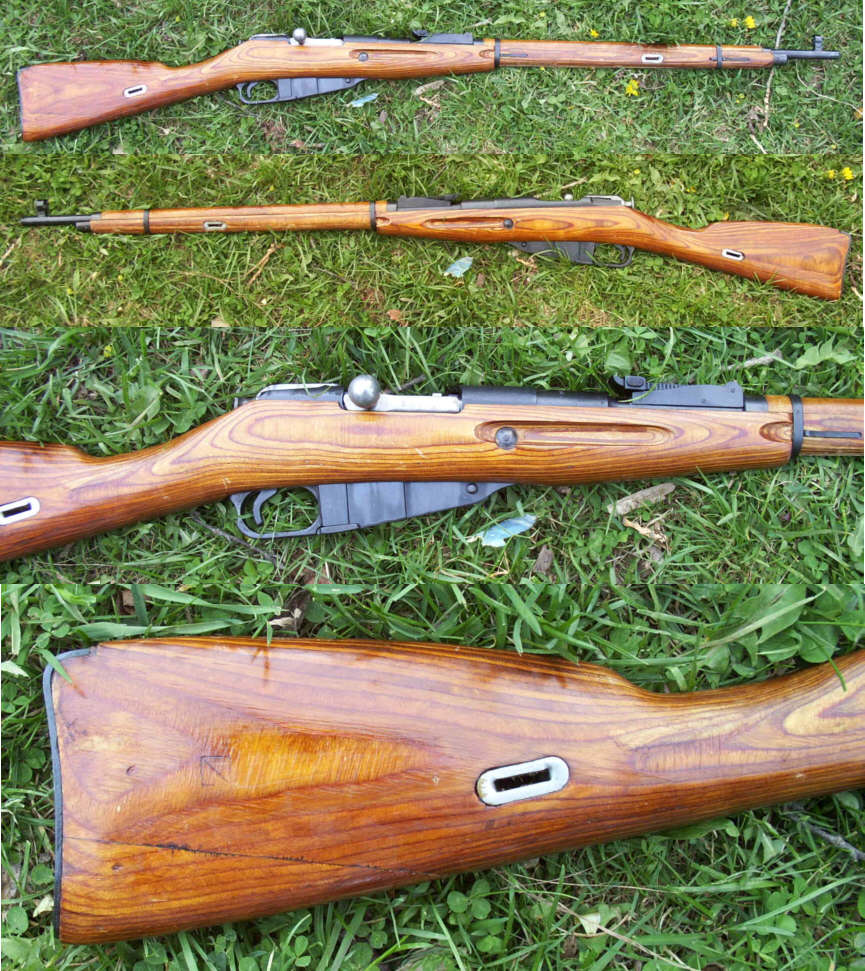
Fucile Mosin-Nagant, in dotazione all'Armata Rossa e usato fino alla guerra del Vietnam, fu il bolt-action più usato di sempre

La prima applicazione pratica di questo sistema si è avuta con l'adozione da parte della Prussia del fucile ad ago Dreyse (1841). Nei decenni successivi, le armi a otturatore girevole-scorrevole hanno raggiunto una diffusione in campo militare pressoché universale, almeno fino alla seconda guerra mondiale. Il sistema infatti si è rivelato funzionale, oltre che per la armi ad ago, anche per quelle a percussione centrale o anulare, per le armi monocolpo (come l'ordinanza italiana Vetterli Mod. 1870) come per quelle a ripetizione, sia per le armi a polvere nera che per quelle successive a polvere infume.

## Funzionamento

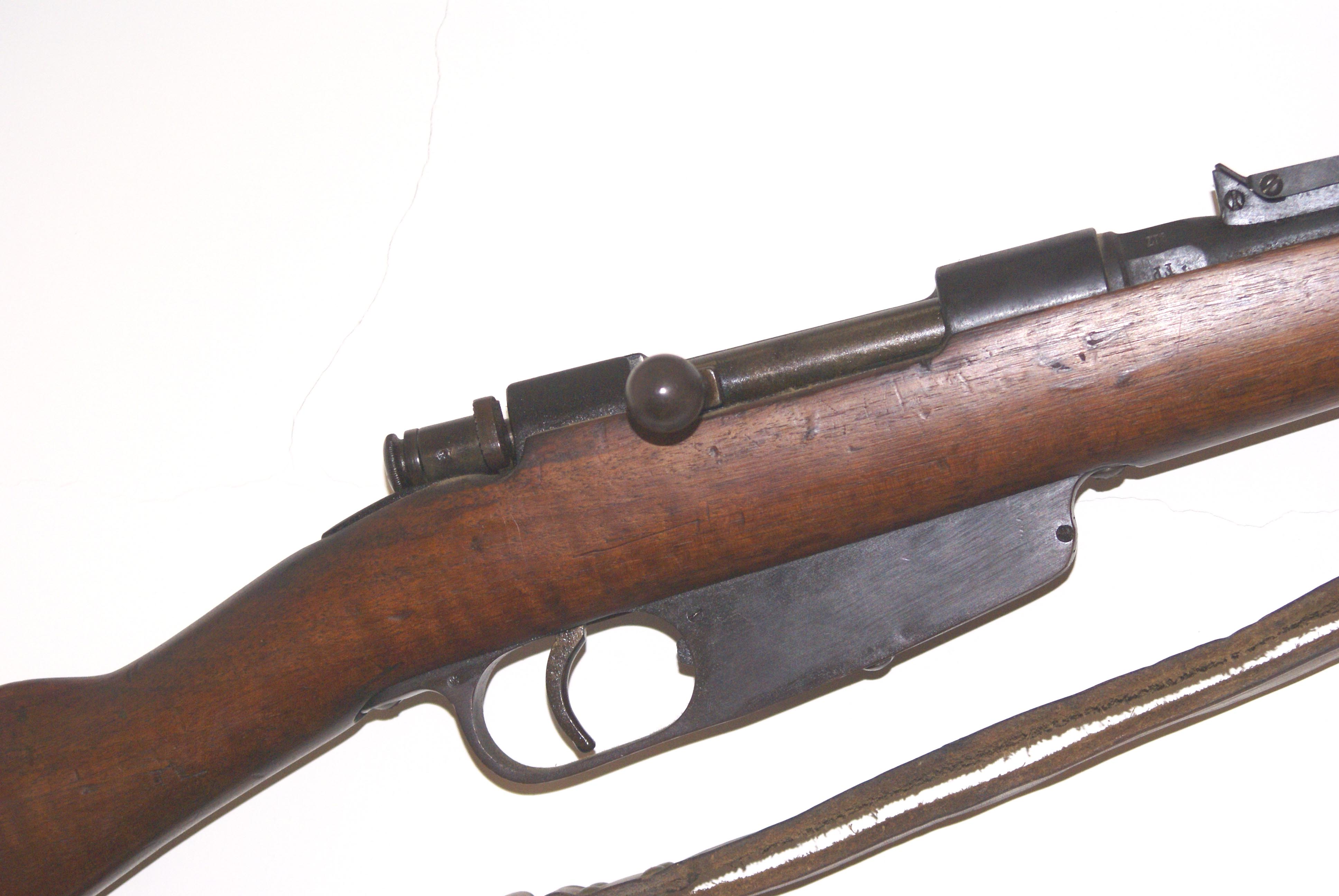
Particolare dell'otturatore bolt-action del Fucile italiano Modello '91

L'otturatore è composto da un cilindro scorrevole che contiene il percussore e l’estrattore. Un manubrio perpendicolare, generalmente posto sul lato destro, ne permette l'azionamento. Il cilindro impedisce l'apertura dell'arma sotto sparo per mezzo di tenoni prismatici (alette) che si inseriscono in apposite sedi ricavate nella culatta. Per caricare l'arma, quindi, bisogna prima chiudere l'otturatore facendo scorrere lo stesso in avanti e ruotare successivamente in senso orario il manubrio in modo che i tenoni di bloccaggio si inseriscano nelle corrispondenti sedi nella culatta, impedendo ulteriori movimenti longitudinali. Generalmente, il percorso che compiono le alette non è piano ma elicoidale. Questo perché, ruotando in senso antiorario il manubrio, lo sblocco dei tenoni coincide con un leggero arretramento dell'otturatore, in modo che l'estrattore a gancio (solidale all'otturatore) riesca a scollare il bossolo dalle pareti della camera (c.d. estrazione primaria). Dopo di ciò, l'arretramento del manubrio completa l'estrazione del bossolo, che viene successivamente espulso.

### Varianti

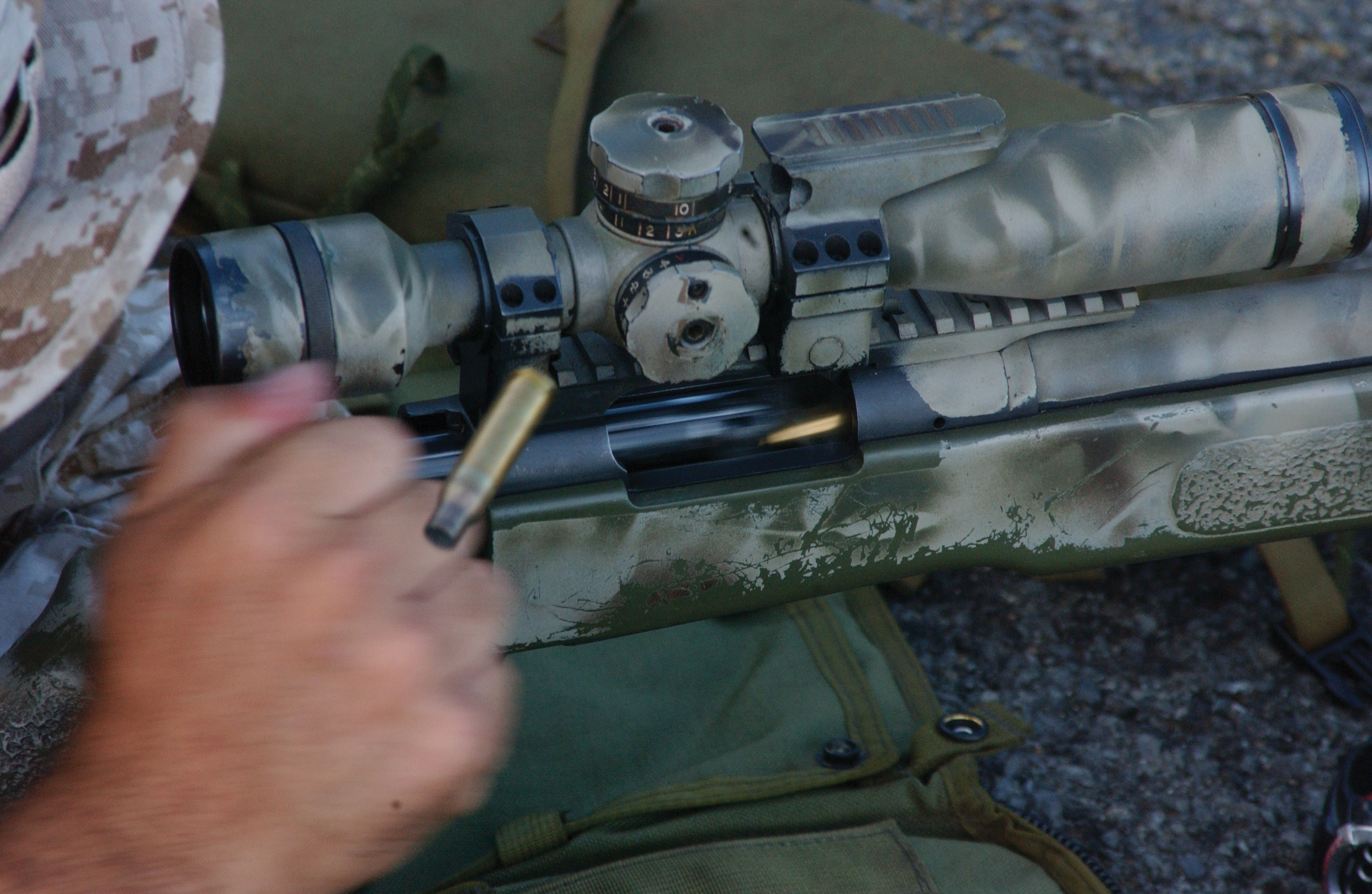
Un marine ricarica il suo M40.

La disposizione delle alette può essere in testa, sull'estremità anteriore dell'otturatore (Mauser Gewehr 98, Carcano Mod. 91) oppure nella metà posteriore del cilindro (Lee-Enfield). Nel primo caso si ha un'azione teoricamente più rigida e meno soggetta a vibrazioni sotto sparo. Nel secondo caso si ha un movimento più breve dell'otturatore, ed il vantaggio di poter variare lo spazio di testa sostituendo la testina otturatrice (come sul Lee Enfield). Nei fucili tipo Mauser 98 i tenoni sono due in testa ed uno in coda a livello del ponte posteriore di culatta, e la presenza del terzo tenone rende l'azione ancora più rigida (alcuni lo ritengono erroneamente "di sicurezza", ma in realtà esso lavora ovviamente insieme ai due anteriori).
Quando i tenoni sono due, di solito posti a 180°, l'escursione della manetta per l'apertura è di circa 90°; se i tenoni sono tre, disposti a 120° uno dall'altro, come nei moderni Sako o nelle azioni Weatherby (nel Mark V sono addirittura 9 in testa, disposti su tre file e sempre a 120°), la rotazione è limitata a 60°; ed una minore escursione della manetta aumenta la velocità di ripetizione, eliminando interferenze con le ottiche di puntamento montate sopra alla culatta.
Il percussore lanciato può essere armato dal movimento di rotazione del manubrio in l'apertura (Mosin Nagant), oppure può restare agganciato dal dente di scatto durante la corsa in avanti del cilindro (Mauser 96). Nel primo caso abbiamo una maggiore resistenza del movimento di apertura, che può peggiorare le difficoltà in caso di incollaggio del bossolo alle pareti della camera. Nel secondo caso l'apertura è più agevole, ma essendo più duro il tratto finale della corsa in avanti dell'otturatore, può risultare più difficoltoso mandare il manubrio nella corretta posizione di bloccaggio. Nel caso del Mauser 98, il percussore si arma in parte durante l'apertura, e completa l'armamento in fase di chiusura.
In alcuni fucili, è stato preferito attuare artifici in modo da trasformare il movimento girevole-scorrevole in un movimento solo scorrevole. In tal caso, l'otturatore vero e proprio viene comunque fatto ruotare per mezzo di profili elicoidali, praticati in un portaotturatore. Le armi più famose che utilizzano questo sistema sono lo Schmidt Rubin K31 svizzero e lo Steyr-Mannlicher M1895 austriaco, od ancora lo sfortunato Ross canadese (comunque, tutti fucili anteguerra). 
Attualmente il sistema è usato solo, con alcune varianti, sia per le carabine da caccia di selezione e da trofeo (a ungulati, bovidi e mammiferi) sia per il tiro a segno. In ambito militare, solo per alcuni fucili di precisione.
Alcuni produttori poi utilizzano all'interno dell'otturatore una pila di molle a tazza invece di una più tradizionale molla elicoidale al fine di ottenere un più veloce rilascio del percussore, tale pila infatti riduce il tempo tra l'attuazione dell'innesco e l'impatto del percussore sulla cartuccia.